# 2,3-Diketo-5-metiltiopentil-1-fosfatna enolaza
2,3-Diketo-5-metiltiopentil-1-fosfatna enolaza (EC 5.3.2.5, DK-MTP-1-P enolaza, MtnW, YkrW, RuBisCO-like protein, RLP) je enzim sa sistematskim imenom 2,3-diketo-5-metiltiopentil-1-fosfat keto—enol-izomeraza. Ovaj enzim katalizuje sledeću hemijsku reakciju
5-(metiltio)-2,3-dioksopentil fosfat {\displaystyle \rightleftharpoons } 2-hidroksi-5-(metiltio)-3-oksopent-1-enil fosfat
Ovaj enzim učestvuje u putu metioninskog spasavanja kod bakterije Bacillus subtilis.

## Literatura
- Nicholas C. Price; Lewis Stevens (1999). Fundamentals of Enzymology: The Cell and Molecular Biology of Catalytic Proteins (Third изд.). USA: Oxford University Press. ISBN 019850229X.
- Eric J. Toone (2006). Advances in Enzymology and Related Areas of Molecular Biology, Protein Evolution (Volume 75 изд.). Wiley-Interscience. ISBN 0471205036.
- Branden C; Tooze J. Introduction to Protein Structure. New York, NY: Garland Publishing. ISBN 0-8153-2305-0.
- Irwin H. Segel. Enzyme Kinetics: Behavior and Analysis of Rapid Equilibrium and Steady-State Enzyme Systems (Book 44 изд.). Wiley Classics Library. ISBN 0471303097.
- William P. Jencks (1987). Catalysis in Chemistry and Enzymology. Dover Publications. ISBN 0486654605.

## Spoljašnje veze
- 2,3-diketo-5-methylthiopentyl-1-phosphate+enolase на 